# Zygmunt Szczęsny Feliński
Zygmunt Szczęsny Feliński (herbu Farensbach; ur. 1 listopada 1822 w Wojutynie, zm. 17 września 1895 w Krakowie) – polski biskup rzymskokatolicki, profesor Akademii Duchownej w Petersburgu, arcybiskup metropolita warszawski w latach 1862–1883, stały członek Rady Stanu Królestwa Polskiego od lutego 1862, święty Kościoła katolickiego.

## Życiorys

### Pochodzenie i młodość
Był siódmym z jedenaściorga dzieci Gerarda i Ewy z Wendorffów Felińskich. Ojciec, przez szereg lat wybierany na deputata sądu w Żytomierzu, zmarł na gruźlicę 10 stycznia 1833, zostawiając żonę i sześcioro dzieci (pozostała piątka zmarła przed śmiercią ojca). Duży wpływ wychowawczy na Zygmunta miała matka, która wprowadziła go na drogi życia wewnętrznego, ukazując zarówno radą, jak też własnym przykładem kierunek myślenia i postępowania.
Feliński pisał: „z miłością macierzyńską śledziła wszystkie odcienie mego charakteru, i w każdej myśli przelotnej, w każdym słowie, w każdym uczynku wnet odkryje dobrą lub złą stronę, a znając moje skłonności, wnet daje rady, które bez namysłu można przyjmować, bo pochodzą z życzliwości prawdziwej, z serca”. W obowiązkach domowych Ewa Felińska znajdowała wielką pomoc ze strony swej matki, która własnym przykładem w dużej mierze przyczyniła się do pogłębienia życia religijnego wnuków. Tak po latach pisał o niej sam Feliński: „Przykłady jej wszakże silniej jeszcze przemawiały niż słowa, tak, że dla wszystkich otaczających była ona prawdziwym wzorem łagodności, pokory, zdania się na Opatrzność i szczerego współczucia dla każdej niedoli”.
W domu rodzinnym Zygmunt nauczył się również pobożności maryjnej. Po latach pisał do swojego brata, ks. Juliana: „Będąc jeszcze w trzeciej klasie w Klewaniu, wśród największego zepsucia jakie panowało między uczniami, złożyłem warunkowy ślub czystości przed obrazem Zwiastowania Matki Boskiej w tamtejszym kościele”.

### Pobyt w Wojutynie i Zboryszowie
W okresie pobytu w Wojutynie i Zboryszowie rodzina Felińskich wiodła bardzo skromne życie, nie wynosząc się ponad stan i zachowując serdeczne stosunki z poddanymi. W pięć lat po śmierci ojca matka, za udział w spisku Szymona Konarskiego, została zesłana na Syberię z przymusem osiedlenia się w Bieriozowie nad północnym biegiem rzeki Ob. W chwili aresztowania matki Feliński miał 16 lat. Pozostał z dwoma braćmi i trzema siostrami bez dachu nad głową i jakichkolwiek podstaw materialnej egzystencji, gdyż urządzenie ich domu w Krzemieńcu oraz majątki w Wojutynie i Zboryszowie obłożone zostały sekwestrem. Osieroconymi dziećmi zajęli się przyjaciele, gdyż te nie miały żadnych żyjących krewnych.

### Okres studiów
Felińskim zaopiekował się Zenon Belina-Brzozowski, bogaty obywatel z Podola. Z jego pomocą finansową Zygmunt zdołał ukończyć studia matematyczne w Moskwie, a następnie humanistyczne w Paryżu – na Sorbonie i w Collège de France. Korespondencja, jaką prowadził Feliński z matką i rodzeństwem w czasie swoich studiów, była czynnikiem jednoczącym rozproszoną po świecie rodzinę.
W okresie studiów w Paryżu Feliński utrzymywał bardzo serdeczne i przyjacielskie kontakty z Juliuszem Słowackim. Był jedynym Polakiem obecnym przy śmierci wieszcza. Jego wujowi, Teofilowi Januszewskiemu, przesłał opis ostatnich dni życia i śmierci poety, kończąc swój list słowami: „Sił mi nie staje dalej pisać o stracie, którą tak mocno uczułem. Był on dla mnie więcej, niż przyjacielem”. W czasie pobytu we Francji Feliński, dzięki listom polecającym, nawiązał także kontakty z innymi znanymi Polakami, m.in. z Józefem Bohdanem Zaleskim, pułkownikiem Władysławem Zamoyskim, późniejszym generałem, oraz z księciem Adamem Jerzym Czartoryskim.
Na wieść o wybuchu powstania poznańskiego wraz z przyjaciółmi pojechał do Poznania, aby wziąć w nim udział. Gdy dotarł na miejsce, powstanie dogorywało, jednak Feliński zdążył jeszcze wziąć udział w bitwie pod Rogalinem, gdzie został ranny.

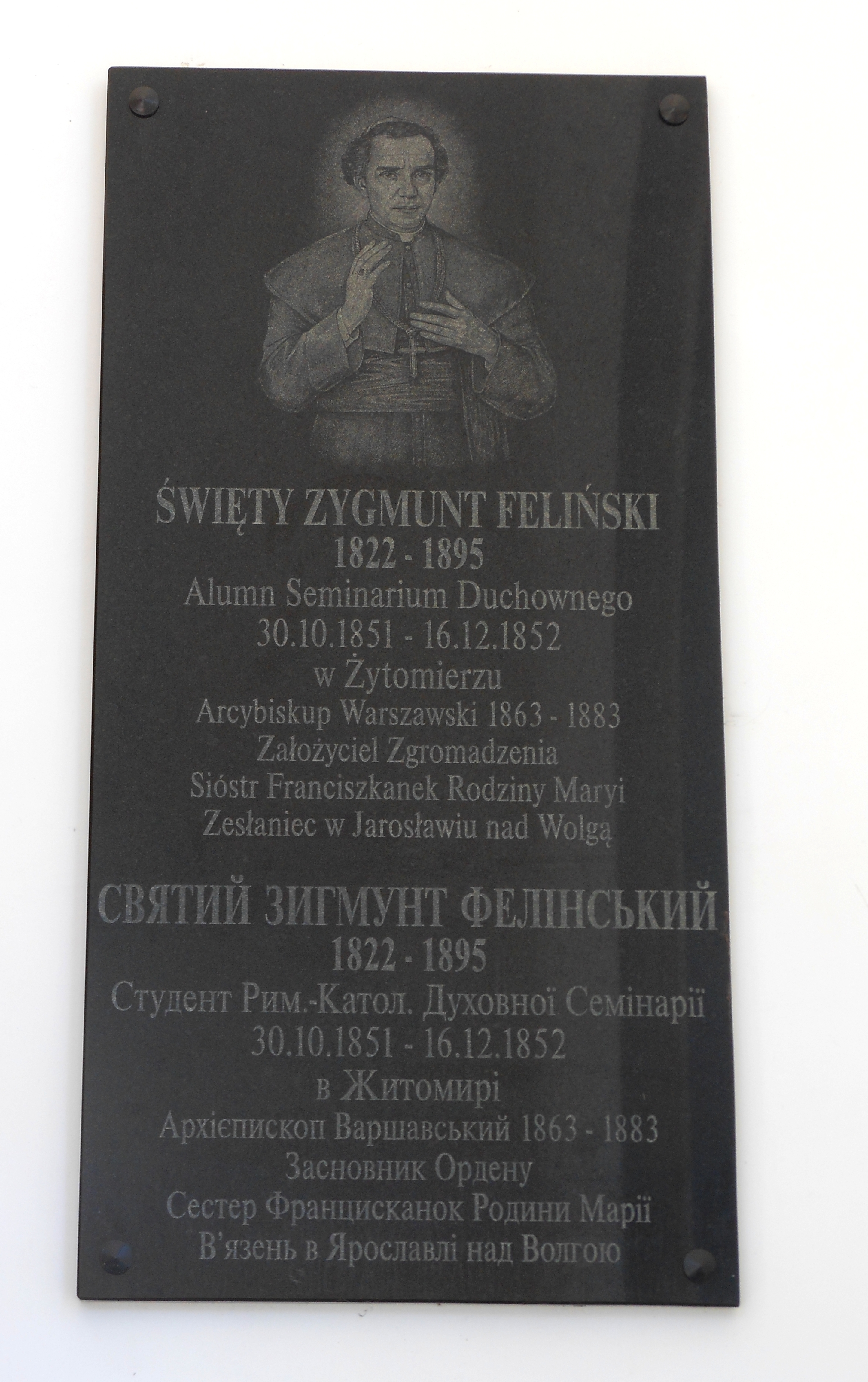
Tablica pamiątkowa w Żytomierzu, gdzie Zygmunt Feliński uczęszczał do seminarium duchownego

### Wstąpienie do seminarium duchownego i przyjęcie święceń kapłańskich
Po upadku powstania doszedł do wniosku, że najbardziej twórczą służbą narodowi jest praca nad jego odrodzeniem wewnętrznym, a nad tym najskuteczniej pracować może kapłan. Podjął przeto decyzję o wstąpieniu do seminarium duchownego. Z czasem te doczesne, jak sam pisze, motywy jego decyzji uległy stopniowemu oczyszczeniu: „Ofiarując się na ministra Kościołowi, sądziłem, iż łaskę mu robię, opuszczając świat z ułudnymi jego nadziejami; a i to w gruncie było fałszem, żem się poświęcał dla Kościoła, kiedy chęć usunięcia się od świata z powodu doznanych zawodów z jednej strony, z drugiej zaś przekonanie, iż na tej drodze najskuteczniej będę mógł służyć krajowi, były prawdziwym postanowienia mego powodem. Na moje szczęście postępowałem w dobrej wierze, nie domyślając się wcale, na jak fałszywej byłem drodze, a ta nieświadomość skłoniła zapewne Łaskawego Pana, że służby mej nie odrzucił i pozwolił, iż łuski światowej zarozumiałości powoli z oczu mych opadły i prawdziwą światłość ujrzeć mi pozwoliły”.
Studia teologiczne rozpoczął jesienią 1851 w seminarium duchownym w Żytomierzu. Po dwóch miesiącach został przeniesiony na drugi kurs, a z końcem 1852 wysłano go do Akademii Duchownej w Petersburgu. Ówczesny rektor tej akademii, abp Ignacy Hołowiński, nosił się z zamiarem założenia zgromadzenia zakonnego księży. W Felińskim dostrzegł kandydata do tego zgromadzenia i postanowił o rok wcześniej udzielić mu święceń kapłańskich. Dokonał tego 8 września 1855 na ostatniej odprawianej przez siebie mszy św. Wkrótce po śmierci abpa Hołowińskiego założone przez niego zgromadzenie upadło, lecz Feliński czuł się związany do śmierci złożonymi w nim ślubami. Zaraz po święceniach kapłańskich pracował jako wikariusz w parafii św. Katarzyny w Petersburgu, ucząc w szkole przyklasztornej oo. dominikanów. Dwa lata później został mianowany na stanowisko profesora i ojca duchownego Akademii Duchownej w Petersburgu.
Wstępując na drogę życia kapłańskiego, obrał sobie jako drogowskaz wolę bożą. Na krótko przed święceniami kapłańskimi pisał do swojej matki: „Nie proszę przeto Pana Boga, aby to lub owo zrządził, ale żeby wszystko to, co zrządzić raczy, miało dla mnie taki urok i powab dlatego tylko, że to jest Wola Jego, żebym pokusy nawet nie miał, co innego pragnąć”.

### Działalność charytatywna
Jako spowiednik przy kościele św. Katarzyny, za sprawą swojego przyjaciela ks. Konstantego Łubieńskiego, zetknął się Feliński z działalnością charytatywną. Łubieński, z powodu częstych wyjazdów służbowych, powierzył Felińskiemu swoich penitentów, głównie panie ze sfer arystokratycznych, trudniące się działalnością dobroczynną. Wkrótce również na prośbę ks. Łubieńskiego Feliński podjął się tymczasowej opieki nad założonym przez niego zakładem Rodziny Maryi. Zetknąwszy się z wielką nędzą, nie pozostał obojętny na ludzką niedolę – przyjmował kolejne osierocone dzieci do zakładu, choć w zamierzeniu założyciela miały być one tylko tzw. przykrywką do powstającego w konspiracji zgromadzenia klauzurowego. Gdy po długiej nieobecności wrócił do Petersburga Łubieński, zastał Rodzinę Maryi, dzięki działaniom Felińskiego, prosperującą bardzo dobrze. Łubieński zgodził się zostawić przytułek pod jego opieką, a dla części sióstr, pragnących poświęcić się życiu kontemplacyjnemu, założyć zgromadzenie klauzurowe, które jednak wkrótce rozpadło się (a to za sprawą faktu, że Łubieński, opuszczając Petersburg w marcu 1859, nie postarał się o zabezpieczenie zgromadzeniu środków do przetrwania).
Feliński dzielił swój czas między alumnów akademii i sieroty w schronisku dla ubogich. Patrząc realnie na przyszłość nowo powstałego zgromadzenia, postarał się tak ułożyć jego regułę, aby siostry potrafiły w przyszłości utrzymać i siebie, i prowadzony zakład. Wraz z rozwojem zakładu trzeba było zająć się regulacją prawną sierocińca, kierownictwem duchowym i formacją nowych kandydatek do zgromadzenia, zatroszczyć się o lokal dla wciąż rozszerzającej się działalności. Dzięki wstawiennictwu baronowej Meyendorff otrzymał dla zakładu prawo istnienia z woli samego cara.
Dzięki działalności charytatywnej stał się znanym nie tylko wśród duchowieństwa petersburskiego, ale również wśród ówczesnej arystokracji i sfery urzędniczej. Pogłębiło się to tym bardziej dzięki uzyskanemu zatwierdzeniu przez cara przytułku.

### Prekonizacja i działalność arcybiskupia

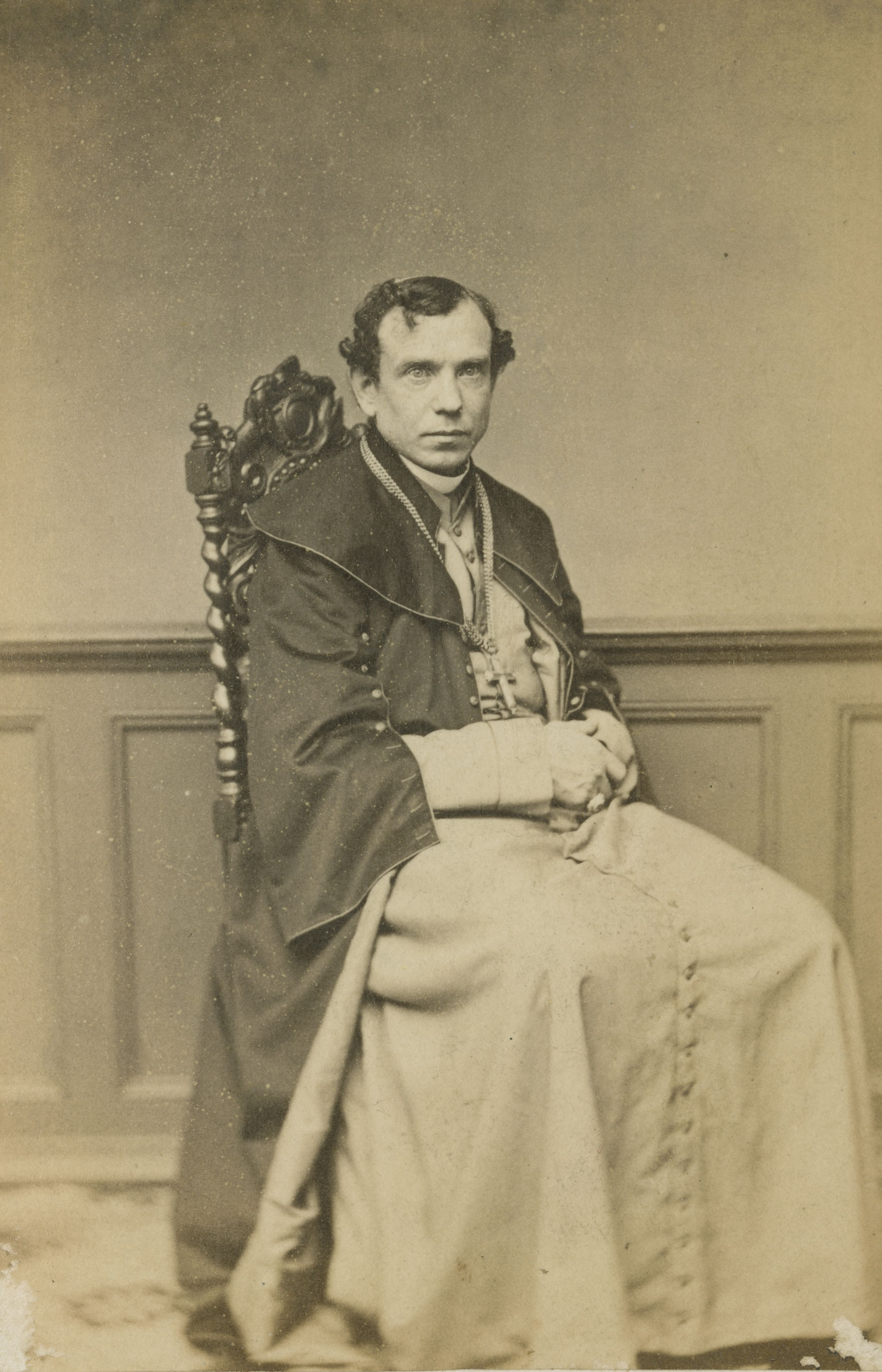
Portret arcybiskupa Zygmunta Szczęsnego Felińskiego

Przyjaciel Felińskiego ks. Łubieński, mający pewne kontakty w wyższych sferach carskiej Rosji, podsunął margrabiemu Aleksandrowi Wielopolskiemu kandydaturę Felińskiego na wakujące arcybiskupstwo warszawskie. Przyjęcie tej kandydatury nie napotkało żadnych trudności ze strony carskich ministrów. Władze rządowe w Petersburgu chciały bowiem obsadzić stolicę warszawską kandydatem spoza kleru Królestwa Polskiego oraz bez przeszłości politycznej, który doprowadziłby do uspokojenia kraju. Do Felińskiego car nie mógł mieć żadnych zastrzeżeń – jego uczestnictwo w powstaniu wielkopolskim było w Rosji nieznane, a jego obecne zajęcia charytatywne i w Akademii Duchownej dalekie były od mieszania się do polityki.
Natomiast Stolica Apostolska pragnęła przyjąć jego kandydaturę, gdyż Feliński jako kapłan cieszył się dobrą opinią. Wobec papieża poparli go księża zmartwychwstańcy w Rzymie, którzy w czasach Piusa IX byli nieoficjalnym przedstawicielstwem Polski przy Stolicy Apostolskiej. Przyspieszono też czynności związane z nominacją, aby zapobiec ewentualnemu wycofaniu kandydatury przez rząd rosyjski. Bullą z 6 stycznia 1862 Feliński został prekonizowany arcybiskupem metropolitą warszawskim.
Przed konsekracją, 25 stycznia 1862, został wezwany na audiencję do cara Aleksandra II. Arcybiskup nominat z szacunkiem, ale zarazem odważnie i szczerze, wypowiedział swoje przekonania przed cesarzem. Nie pozwolił, aby ten narzucił mu skład konsystorza. Zapowiedział również otwarcie kościołów w Warszawie, zamkniętych na znak protestu przeciw profanacji miejsc świętych po rozlewie krwi w czasie manifestacji w świątyniach, jednak po uprzedniej rekoncyliacji dwóch sprofanowanych.
31 stycznia 1862 udał się w drogę do Warszawy. Z powodu obfitych śniegów zmuszony był podróżować okrężną drogą przez: Bydgoszcz, Poznań, Wrocław, Sosnowiec i Częstochowę. Dzięki temu mógł na Jasnej Górze zawierzyć Matce Bożej swoje pasterzowanie i prosić o łaski dla siebie i archidiecezji. Niepochlebne artykuły poprzedzające jego przyjazd nastroiły warszawiaków bardzo nieufnie do nowego arcybiskupa. Najrozmaitsze przestrogi i rady, przepowiednie i niekiedy niewybredne nawet szantaże, które pojawiły się w polskiej i zagranicznej prasie pod adresem Felińskiego, miały nakłonić go do pójścia w ślady poprzedników, którzy byli ulegli wobec stronnictw konspiracyjnych.
Sądzono, że Feliński jest arcybiskupem z wyboru rządu, a nie z wyboru duchowieństwa, że będzie sługą Moskwy, nieprzyjacielem Kościoła i wiary katolickiej. Tymczasem już na pierwszym spotkaniu z duchowieństwem, 11 lutego 1862, nowy arcybiskup przedstawił swój program: „Nauka moja nie jest moja, ale tego, który mnie posłał, to jest katolickiego Kościoła, stróża i ministra ustanowionej przez Chrystusa religii. Głównym przeto zadaniem moim będzie urządzić wszystkie sprawy duchowne wedle ducha Kościoła, tj. zgodnie z prawem kanonicznym i rozporządzeniami Stolicy Apostolskiej”.

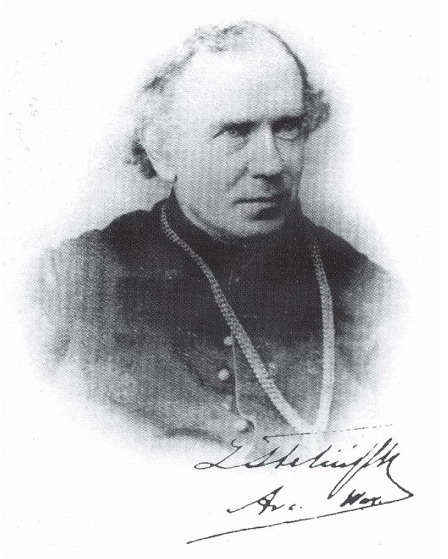
Zdjęcie i autograf arcybiskupa Felińskiego (pomiędzy 1860 a 1895)

W pierwszej kolejności arcybiskup rekoncyliował i otworzył zamknięte kościoły. Zajął się pracą duszpasterską, wewnętrznym odrodzeniem duchowieństwa, formacją alumnów, reformą konsystorza. Wizytował archidiecezję, nawiedzał przytułki, szpitale, klasztory, odwiedził także schronisko prowadzone przez Żydów na warszawskiej Woli. W częstych listach pasterskich i okólnikach przedstawiał program swojej pracy duszpasterskiej, dawał wskazania, pouczał o potrzebie jedności ze Stolicą Apostolską, polecał zakładanie bractw wstrzemięźliwości oraz odprawianie majowych nabożeństw maryjnych. W czasie swego pontyfikatu prowadził ożywioną korespondencję ze Stolicą Apostolską w celu obrony Kościoła i narodu, a także zasięgnięcia rady w ważnych i trudnych kwestiach. Arcybiskup Feliński miał w planach także przeprowadzenie synodu diecezjalnego, do którego rozpoczął już przygotowania, lecz przeszkodziło temu jego wygnanie z diecezji. Żywo interesował się sprawą księży uwięzionych i zesłanych na Syberię, występując dla nich o amnestię, dzięki czemu wielu z nich zostało ułaskawionych. Sprowadził do Warszawy Siostry Matki Bożej Miłosierdzia, którym powierzył opiekę nad tzw. Magdalenkami, oraz założone przez siebie w Petersburgu Siostry Rodziny Maryi, aby zajęły się wychowaniem najuboższych dziewcząt.
Był bliski ideologicznie tzw. obozowi białych, ale politycznie nie opowiadał się po żadnej ze stron. Mając doświadczenie walki zbrojnej uznał, „że patriotyzm zasadzający się na gotowości porwania się na pierwsze zawołanie do oręża, by walczyć o niepodległość Ojczyzny, jest jałowy, a czasem nawet szkodliwy. [...] Najważniejsza przeto jest praca nad dźwiganiem sił i zasobów narodowych, ale nie tylko materialnych i intelektualnych, [...] ale przede wszystkim owych, naszemu narodowi właściwych zasobów, co odrębny charakter jego stanowią i tym samym zlać mu się z sąsiadami nie pozwalają”. Nie popierał dążeń do powstania, prosząc by „z drogi legalnej nie schodzić, gdyż to jest jedyny na teraz środek, który nas do celu naszego doprowadzić może”. Nie angażując się bezpośrednio w sprawy polityczne, gotów był popierać wszelkie prace i dobre inicjatywy mające na celu dobro Kościoła i narodu. Odważnie bronił spraw narodu, protestował wobec represji carskich. Po wybuchu powstania styczniowego nasilił się terror zaborcy, wobec którego arcybiskup nie pozostał obojętny. Na znak protestu 15 marca 1863 napisał list do cara, w którym wstawiał się za narodem i odważnie wzywał cara: „...uczyń z Polski naród niepodległy...”. W swym liście, zachowując szacunek do władcy i odwołując się do wartości chrześcijańskich, pisał: „zaklinam Waszą Cesarską Mość... aby chciała położyć koniec tej walce eksterminacyjnej” oraz: „...więcej jest prawdziwej wielkości w przebaczeniu cofającym się przed rzezią niźli w zwycięstwie, wyludniającym kraj cały”. Wielki książę Konstanty Mikołajewicz, namiestnik Królestwa Polskiego, na którego ręce abp Feliński złożył powyższy list, nie zgodził się na przesłanie go cesarzowi, wobec czego arcybiskup złożył dymisję z Rady Stanu.

### Zesłanie do Jarosławia

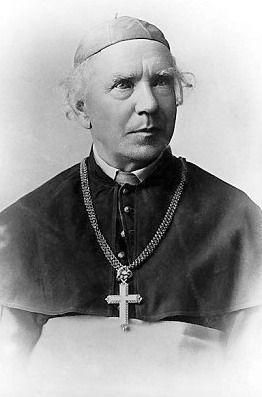
Zygmunt Szczęsny Feliński

List ten wkrótce został opublikowany we francuskim piśmie „Journal”. Bezkompromisowa postawa arcybiskupa wobec działań represyjnych ze strony rządu zaborczego stała się powodem 20-letniego zesłania do Jarosławia nad Wołgą. W Gatczynie, gdzie był internowany, proponowano mu powrót do stolicy, lecz wymagano od niego zerwania kontaktów ze Stolicą Apostolską i poddania się całkowicie pod rozkazy rządu carskiego. Było to zbyt wysoką ceną, by mógł się na to zgodzić. Zobowiązany przez cara do złożenia pisemnego oświadczenia metropolita wystosował memoriał, w którym zawarł swoje credo: „Winić Polaków nikt nie może za to, że mając świetną i bogatą przeszłość historyczną wzdychają do niej i dążą do uzyskania niepodległości. Tego gorącego patriotyzmu nie można Polakom poczytywać za zdradę, a prób odzyskania niepodległości, powtarzających się od stu lat, Rosjanie nie mają prawa potępiać”. W archidiecezji po zesłaniu arcybiskupa wprowadzono żałobę kościelną: zamilkły organy, dzwony i śpiewy.
W Jarosławiu metropolita zastał kilkuset katolików, którzy ucieszyli się z jego przybycia i bardzo serdecznie go przyjęli. W czasie pobytu na wygnaniu arcybiskup prowadził szeroką działalność apostolską i dobroczynną (oczywiście na ile mogła mu na to pozwolić sytuacja, w której się znajdował) – zarówno w wymiarze duchowym, jak i materialnym. Objęła ona setki wygnańców polskich. Dla wiernych otworzył swoją kaplicę i odprawiał dla nich nabożeństwa. Obchodząc zakaz policyjny w kwestii głoszenia kazań, po nabożeństwach zapraszał wiernych do siebie. Mimo pracy duszpasterskiej wśród wiernych, czasami boleśnie przeżywał swoje wygnanie. W swych listach niejednokrotnie uskarżał się na przymusową bezczynność, która mu ciążyła, gdyż czuł jeszcze pełnię sił.
Pertraktacje między dworem rosyjskim a Rzymem, by zesłany arcybiskup wrócił na swoją stolicę biskupią do Warszawy, napotykały duże trudności ze strony Rosji. Władze rosyjskie nie godziły się nawet na pozostawienie Felińskiemu tytułu arcybiskupa warszawskiego. Sam Feliński natomiast oświadczył, że zgadza się na wszystko, cokolwiek postanowi papież. Porozumienie między Rosją a Watykanem doszło do skutku za cenę dużych ustępstw ze strony Stolicy Apostolskiej. Prekonizowany 15 marca 1883 na arcybiskupa Tarsu, Feliński mógł wyjechać z Jarosławia, jednak zabroniono mu powrotu, a nawet przejazdu przez archidiecezję warszawską. Udał się do Lwowa, stamtąd do Krakowa, Rzymu, wszędzie witany jako bohater narodowy. W Rzymie spotkał się z papieżem Leonem XIII.
Podczas jego nieobecności archidiecezją warszawską zarządzali wikariusze generalni: Paweł Rzewuski (1863-1865; został wywieziony na zesłanie), Józefat Szczygielski (1865-1866; został wywieziony na zesłanie), Ignacy Domagalski (1866; został wywieziony na zesłanie), Stanisław Kostka Zwoliński (1866-1872) i Antoni Franciszek Sotkiewicz (1872-1883).

### Powrót na ziemie polskie

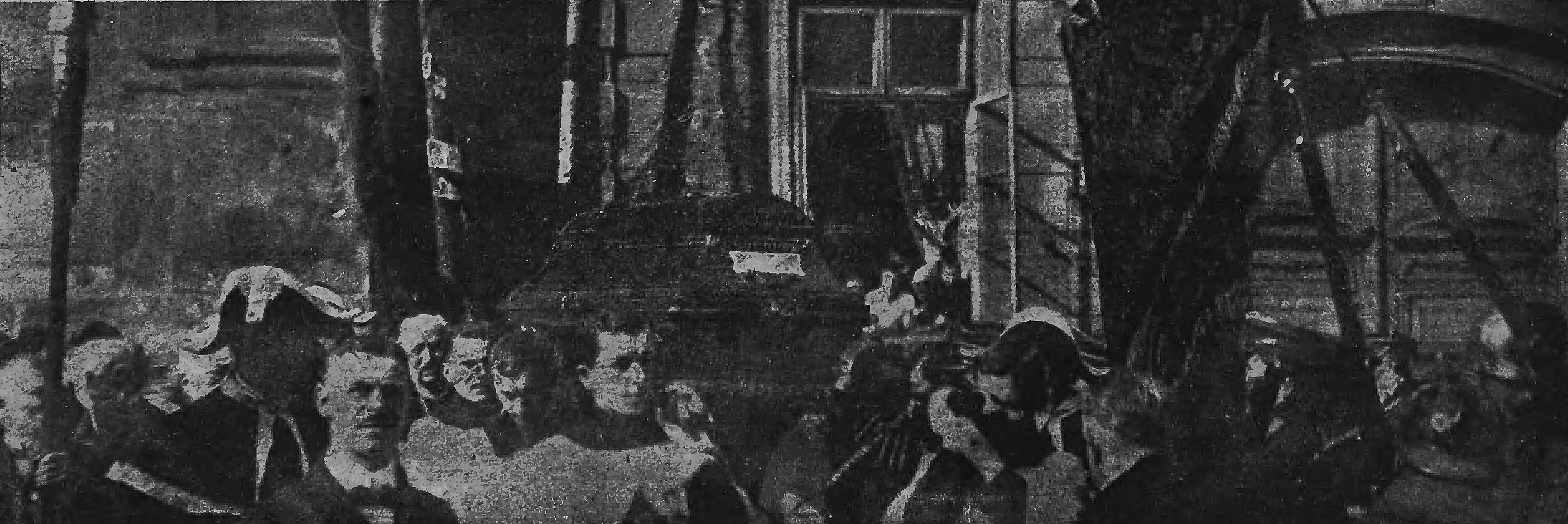
Powtórny pogrzeb biskupa Zygmunta Szczęsnego Felińskiego (1921)

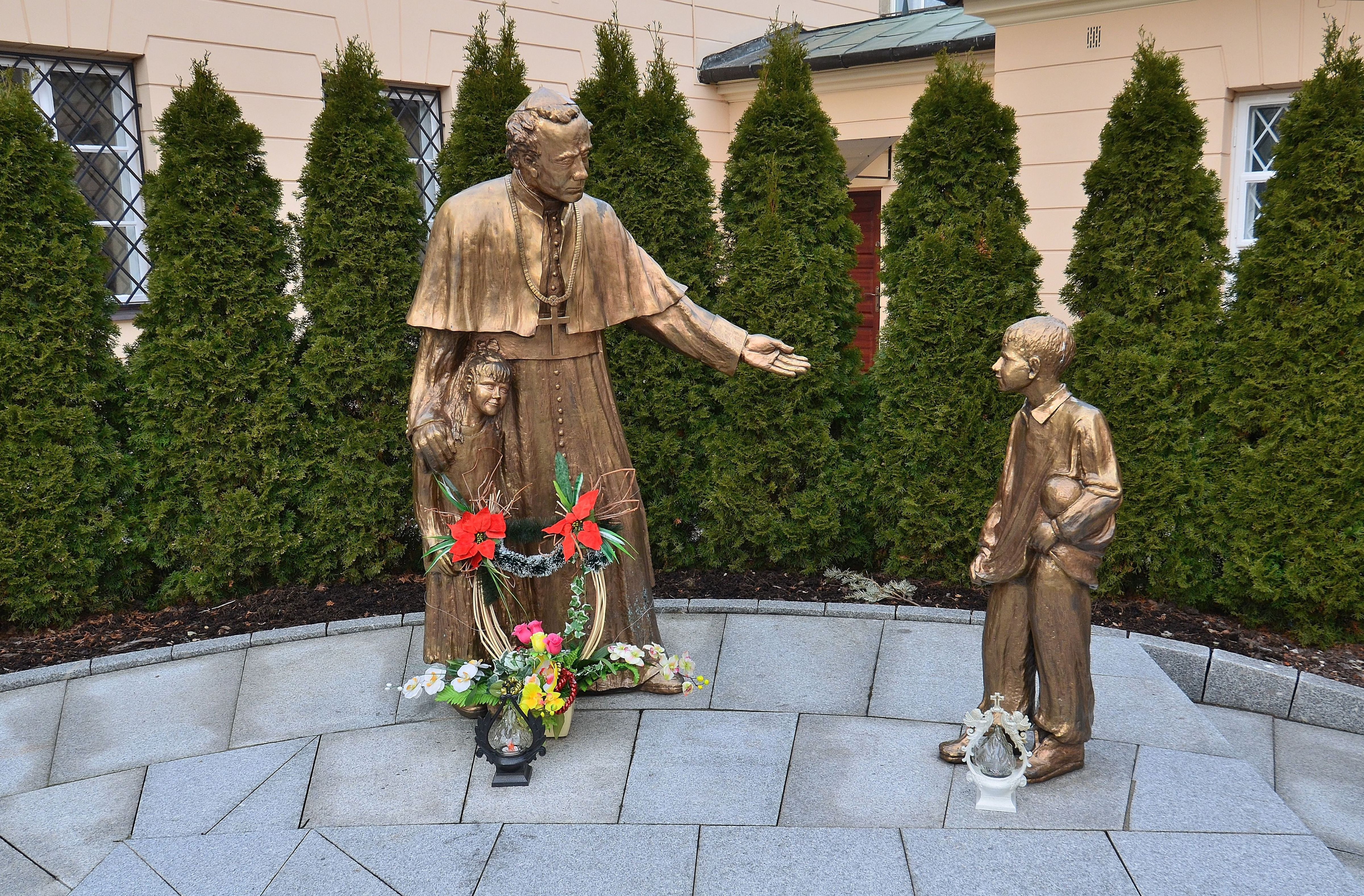
Pomnik Zygmunta Szczęsnego Felińskiego przed pałacem Bogusławskiego (siedziba Zgromadzenia Sióstr Franciszkanek Rodziny Maryi) w Warszawie

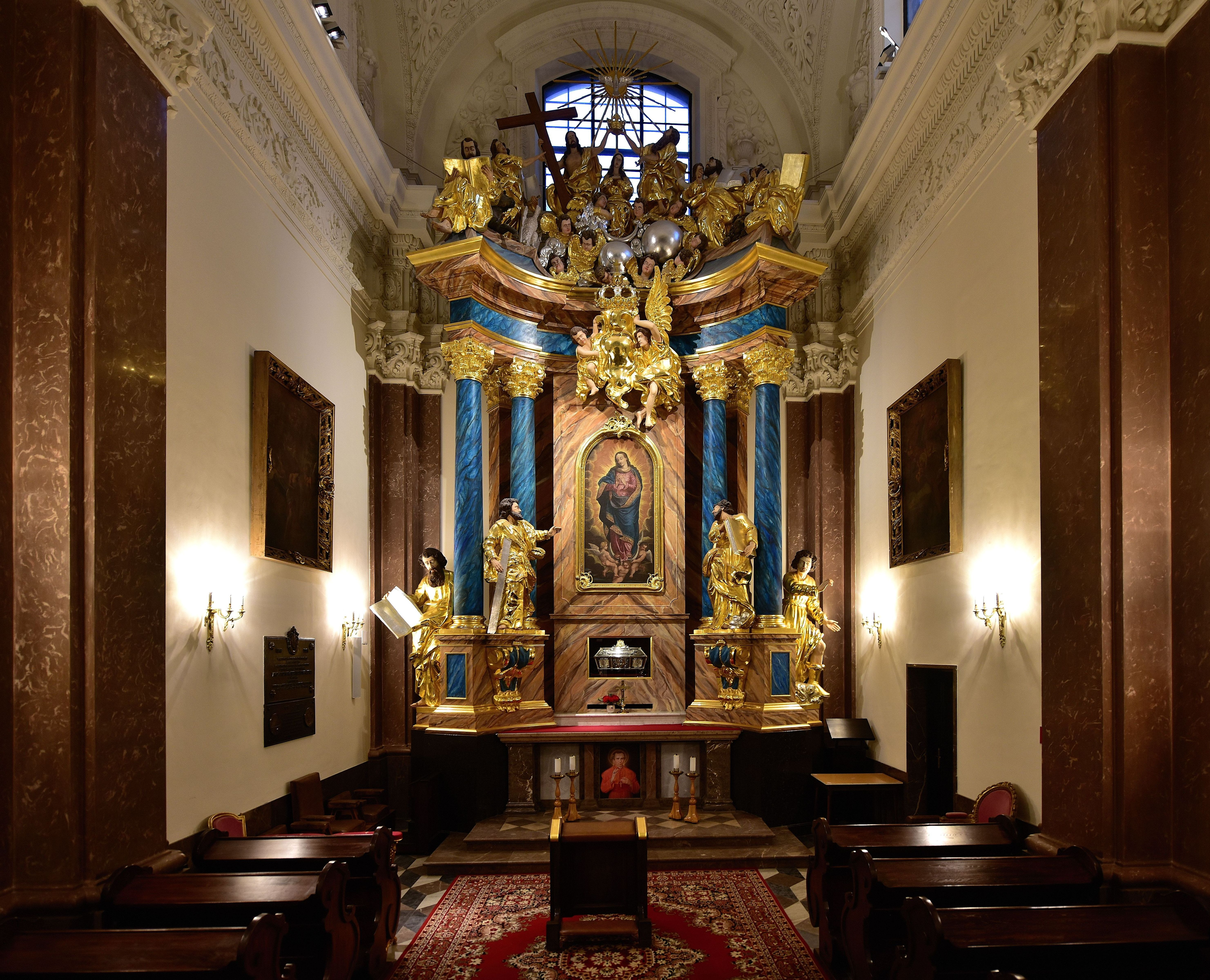
Kaplica Literacka w archikatedrze warszawskiej, do której przeniesiono szczątki Zygmunta Szczęsnego Felińskiego

Po powrocie do kraju zamieszkał w Dźwiniaczce jako kapelan kaplicy przy dworku hr. Heleny Koziebrodzkiej. Zajął się duszpasterstwem wśród ludu wiejskiego. Organizował misje ludowe, urządzał rekolekcje, głosił kazania, długie godziny spędzał w konfesjonale, uroczyście celebrował nabożeństwa, szerzył cześć Najświętszej Maryi Panny, krzewił III Zakon św. Franciszka. Na poważnie zajął się także wówczas działalnością pisarską i edytorską. We wrześniu 1885 założył pierwszą szkołę w Dźwiniaczce, w której uczyły Siostry Rodziny Maryi sprowadzone tu przez niego. W ostatnich latach swego życia rozpoczął także budowę kościoła. W tym czasie zajmował się też formacją założonego przez siebie zgromadzenia, które szybko się rozwijało i obejmowało prace w powoływanych do istnienia, wciąż nowych, dziełach arcybiskupa. Ostatnim jego dziełem był zakład naukowo-wychowawczy dla niezamożnych dziewcząt w Łomnie, który prowadził swą działalność od 1895 przez 50 lat, do końca II wojny światowej. W 1894 został członkiem honorowym Towarzystwa Muzeum Narodowego Polskiego w Rapperswiluu.
Wygnanie, intensywna praca w Dźwiniaczce, trudne warunki bytowania, liczne wyjazdy, nadwerężyły organizm arcybiskupa. Na miesiąc przed śmiercią pisał do Eufemii Rogawskiej „Siedzę znowu na wsi, przykuty sprawami szkoły ludowej, w której zrobiono mnie przewodniczącym, nie mogę się ruszyć, póki nie nastąpi nominacja nauczycielek, której dopilnować muszę. Następnie pojadę do Łomny na poświęcenie kaplicy i zakładu wychowawczego”. List zakończył słowami: „ze zdrowiem moim dość licho, ale na to już nie ma rady, póki nie wynajdą sposobu na odmładzanie starców”.
Zmarł 17 września 1895 w pałacu bpa Jana Puzyny w Krakowie. Jego pogrzeb odbył się 20 września na cmentarzu Rakowickim w Krakowie. Po kilku dniach przewieziono trumnę do Dźwiniaczki, gdzie spoczęła na miejscowym cmentarzu w grobowcu hrabiów Kęszyckich i Koziebrodzkich. 5 czerwca przewieziono trumnę do Warszawy, gdzie spoczęła tymczasowo w kościele św. Krzyża, a następnie, 14 kwietnia 1921, uroczyście przeniesiono ją do archikatedry warszawskiej i umieszczono w podziemiach. W 2003 przeniesiono je do Kaplicy Literackiej.

## Tablica przodków
| Tablica rodowodowa                                                              |                                                                                                |                                                                                                |                                                                                                |                                                                                                |
| Pradziadkowie                                                                   | Kazimierz Stanisław Feliński h. Farensbach Zofia Wysocka (~1720–?)                             | ?                                                                                              | Karol Wendorff h. Nabram Kazimiera Kulesza                                                     | ?                                                                                              |
| Dziadkowie                                                                      | Tomasz Tadeusz Feliński h. Farensbach (1740–?) Rozalia Ostrowska (~1750–?)                     | Tomasz Tadeusz Feliński h. Farensbach (1740–?) Rozalia Ostrowska (~1750–?)                     | Zygmunt Wendorff h. Nabram Zofia Sągajłło                                                      | Zygmunt Wendorff h. Nabram Zofia Sągajłło                                                      |
| Rodzice                                                                         | Gerard Feliński h. Farensbach (1787–10.01.1833) Ewa Wendorff h. Nabram (26.12.1793–20.12.1859) | Gerard Feliński h. Farensbach (1787–10.01.1833) Ewa Wendorff h. Nabram (26.12.1793–20.12.1859) | Gerard Feliński h. Farensbach (1787–10.01.1833) Ewa Wendorff h. Nabram (26.12.1793–20.12.1859) | Gerard Feliński h. Farensbach (1787–10.01.1833) Ewa Wendorff h. Nabram (26.12.1793–20.12.1859) |
| Święty abp prof. Zygmunt Szczęsny Feliński h. Farensbach (1.11.1822–17.09.1895) |                                                                                                |                                                                                                |                                                                                                |                                                                                                |

## Proces beatyfikacyjny i kanonizacyjny

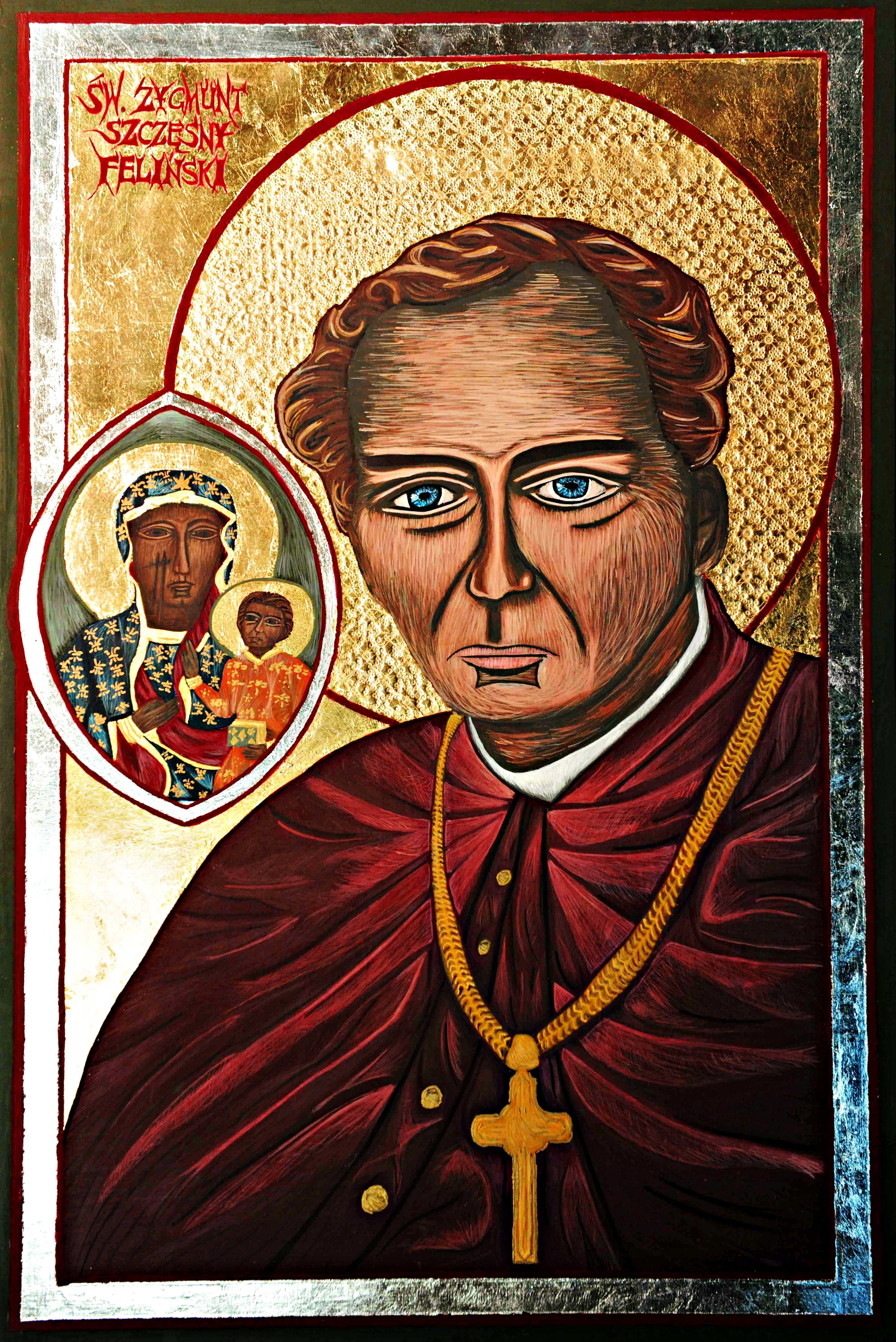
Ikona świętego Zygmunta

Proces beatyfikacyjny Felińskiego rozpoczął się 31 maja 1965, a zakończył 30 stycznia 1984. Dekret o heroiczności cnót proklamował Jan Paweł II 24 kwietnia 2001, a błogosławionym ogłosił arcybiskupa 18 sierpnia 2002 na Błoniach krakowskich.
Kongregacja Spraw Kanonizacyjnych 6 grudnia 2008 promulgowała dekret uznający cud, dokonany za wstawiennictwem bł. Zygmunta Szczęsnego Felińskiego. Dotyczył on uzdrowienia s. Bożeny Zelek ze Zgromadzenia Sióstr Rodziny Maryi, założonego przez abpa Felińskiego, która cierpiała na zanik szpiku. Proces kanonizacyjny zakończył się podczas konsystorza 21 lutego 2009. Decyzję o kanonizacji arcybiskupa wydał Benedykt XVI, a świętym ogłosił go 11 października 2009 w Watykanie.
Wspomnienie liturgiczne Zygmunta Szczęsnego Felińskiego obchodzone jest 17 września.
Partykuły jego relikwii znajdują się w wielu kościołach w Polsce, m.in. w kościele św. Józefa w Krakowie.

## Dzieła
- Wspomnienia z życia i zgonu Ignacego Hołowińskiego (data wyd. 1856)
- Paulina, córka Ewy Felińskiej (1885)
- Konferencye duchowne (1885)
- Wiara i niewiara w stosunku do szczęścia osobistego (1886)
- Oskar i Wanda. Obraz dramatyczny w 15 odsłonach (1888)
- Wiedza chrześcijańska i bezbożna wobec zadań społecznych (1889)
- Pod wodzą opatrzności (1890)
- Konferencye o powołaniu (1890)
- Pamiętniki (1897)
- Nowy wianuszek majowy z tajemnic życia Maryi (1906)
- Ustawy Rodziny Maryi (1913)
- Trzej wieszczowie nasi wobec Kościoła (1916)

## Upamiętnienie
W 2017 roku w prawej oficynie pałacu Bogusławskiego, siedzibie Zgromadzenia Sióstr Franciszkanek Rodziny Maryi, otwarto Muzeum św. Zygmunta Felińskiego.
W 2022 roku, z okazji 200-lecia jego urodzin, utworzono Wielkopolski Szlak Świętego Zygmunta Szczęsnego Felińskiego, prowadzący z Komornik przezKonarzewo, Trzcielin, Stęszew, Mosinę i Rogalinek do Rogalina. Szlak ten nawiązuje do powstańczej drogi świętego podczas Wiosny Ludów, w maju 1848 roku.